# Halodiplosis hebes
Halodiplosis hebes är en tvåvingeart som först beskrevs av Marikovskij 1957.  Halodiplosis hebes ingår i släktet Halodiplosis och familjen gallmyggor.
Artens utbredningsområde är Turkmenistan. Inga underarter finns listade i Catalogue of Life.